# Municipio de Chapel Hill
El municipio de Chapel Hill (en inglés: Chapel Hill Township) es un municipio ubicado en el  condado de Orange en el estado estadounidense de Carolina del Norte. En el año 2000 tenía una población de 79.274 habitantes.

## Geografía
El municipio de Chapel Hill se encuentra ubicado en las coordenadas 35°54′55.99″N 79°3′23.92″O / 35.9155528, -79.0566444.